# Bernd Brunner
 (septembre 2018).
Pour les articles homonymes, voir Brunner.
Bernd Brunner (né le 27 mai 1964 à Berlin) est un écrivain allemand.
Il est l'auteur d'essais et d'ouvrages documentaires à la croisée de la culture, des sciences et de l'histoire.

## Œuvre

### Ouvrages
- (de) Bernd Brunner, Wie das Meer nach Hause kam : Die Erfindung des Aquariums, Berlin, Transit Buchverlag, 2003, 141 p. (ISBN 3-88747-184-9)[1].
- (en) Bernd Brunner (trad. Ashley Marc Slapp), The Ocean at Home : An Illustrated History of the Aquarium, New York, Princeton Architectural Press, 2005, 143 p. (ISBN 1-56898-502-9).
- (de) Bernd Brunner, Eine kurze Geschichte der Bären, Berlin, Claassen Verlag, 2005, 223 p. (ISBN 3-546-00395-0).
- (en) Bernd Brunner (trad. Lori Lantz), Bears : A Brief History, New Haven (Connecticut) / London, Yale University Press, 2007, 259 p. (ISBN 978-0-300-12299-2 et 0-300-12299-3)[2].
- (en) Bernd Brunner, Bär und Mensch : Die Geschichte einer Beziehung, Darmstadt, Wissenschaftliche Buchgesellschaft, 2010, 187 p. (ISBN 978-3-534-23098-3).
- (de) Bernd Brunner, Wie das Meer nach Hause kam : Die Erfindung des Aquariums, Berlin, Verlag Klaus Wagenbach, 2011, 137 p. (ISBN 978-3-8031-2653-5).
- (en) Bernd Brunner (trad. Ashley Marc Slapp), The Ocean at Home : An Illustrated History of the Aquarium, Londres, Reaktion Books, 2011, 168 p. (ISBN 978-1-86189-816-6)[3],[4].
- (de) Bernd Brunner, Ornithomania : Geschichte einer besonderen Leidenschaft, Berlin / Köln, Verlag Galiani / Verlag Kiepenheuer & Witsch, 2017, 263 p. (ISBN 978-3-86971-117-1).
- (en) Bernd Brunner (trad. Jane Billinghurst, préf. Pete Dunne (en)), Birdmania : A Remarkable Passion for Birds, Vancouver, Berkeley, Greystone Books, 2017, 288 p. (ISBN 978-1-77164-277-4 et 1-77164-277-7).

### Autres écrits
- (en) Bernd Brunner (trad. Lori Lantz), « Humming Along », 17 juin 2014.
- (en) Bernd Brunner (trad. Lori Lantz), « Human Forms in Nature Ernst Haeckel’s Trip to South Asia and Its Aftermath », 13 septembre 2017.